# Українець Вадим Леонідович
Вадим Леонідович Українець (нар. 9 вересня 1992, Чернівці, Україна) — український футболіст, півзахисник.

## Життєпис

### Юнацькі роки
У чемпіонаті України (ДЮФЛ) виступав за команди «УФК — Карпати» (Львів), РВУФК (Київ), «Моноліт» (Іллічівськ) — 76 матчів, 7 голів.

### Клубна кар'єра
У професійному футболі дебютував у 2010 році в молдовській команді «Ністру» (Атаки), яка в той час виступала у вищій лізі. У «Ністру» Вадим виступав до літа 2013 року, поки цей клуб не втратив прописку в еліті молдавського футболу.
Також грав за такі професійні команди, як: «Бастіон» (Чорноморськ), «Путнок» (Путнок, Угорщина) і аматорські колективи: «Яспіль» (Ясенів-Пільний), ФК «Миколаїв», ФК «Острів», «Рочин» (Соснівка).
В кінці червня 2017 року підписав контракт з клубом «Поділля» (Хмельницький), однак уже в липні залишив хмельницький клуб в якому провів всього 3 гри: дві в чемпіонаті і одну в кубку України, приєднався до складу рідної «Буковини». Дебютував за «Буковину» 30 липня того ж року в матчі чемпіонату другої ліги України проти ФК «Тернополя». По завершенню 2017/18 сезону покинув чернівецький клуб.
З 2019 по 2020 рік виступав за різні обласні команди Чернівецької області, а 2021 рік провів в сусідній Івано-Франківській області, виступаючи за клуб «Пробій» (Городенка). Виступав за футзальну команду «Урожай» (Чернівці) в кубку України з футзалу. У 2022 році вирушив до Австрії, де виступає за команду четвертого за рівнем дивізіону.